# Trampoline (sport)
 (septembre 2015).
Si vous disposez d'ouvrages ou d'articles de référence ou si vous connaissez des sites web de qualité traitant du thème abordé ici, merci de compléter l'article en donnant les références utiles à sa vérifiabilité et en les liant à la section « Notes et références ».
Pour les articles homonymes, voir trampoline.
Le terme générique de trampoline englobe trois disciplines : le  trampoline, le tumbling et le double mini trampoline. Sport acrobatique où l'on doit sauter dessus.[Quoi ?]

## Historique
La plupart des auteurs indiquent que le trampoline serait une invention des "Due Trampoline", trapézistes italiens utilisant le rebond de leur filet de protection pour effectuer des acrobaties. C'est cependant l'américain George Nissen, professeur d'éducation physique et spécialiste de plongeon, qui met au point le trampoline moderne dans les années 1930 et le commercialise. La discipline se développe en Amérique du Nord essentiellement dans les universités où des championnats sont organisés dès 1946.
Il faut attendre la fin des années 1950 pour voir le trampoline arriver en Europe. Toutefois des modèles de plage (français, octogonaux avec des toiles pleines) existent déjà sur les bords de l'Atlantique. Un premier trampoline est livré à l'École normale supérieure d'éducation physique (ENSEP) en 1959 mais la discipline ne se développe qu'à partir de 1961 où un stage international de formation au trampoline se tient en Suisse à Macolin. Il est dirigé par le Suisse Kurt Baechler. Deux français y participent: Bernard Ammon, moniteur de la Société suisse de gymnastique de Paris et Pierre Blois, professeur d'agrès à l'ENSEP. Cette rencontre est de première importance pour le trampoline français.
La première fédération nationale de trampoline est écossaise et la Fédération internationale de trampoline (FIT) est créée en 1964. La même année, à Londres, se déroule le premier championnat du monde remporté par les américains Judy Wills et Dan Millman. En 1998, la FIT fusionne avec la Fédération internationale de gymnastique (FIG). Dans la plupart des pays, les fédérations nationales font de même avec les fédérations de gymnastique (la Russie cependant n'a pas suivi cette voie). En 2000 le trampoline fait son entrée dans les disciplines olympiques. Les Russes Irina Karavaeva et Alexander Moskalenko sont les premiers champions.
La Fédération française de sports au trampoline (FFST) dépose ses statuts en juillet 1965 et, dès l'année suivante, sont organisés les premiers championnats de France. Le premier détenteur historique du titre national est Paul Cheyrouze, champion de France 1966, qui récidive en 1968. Michel Rouquette est entraîneur de l'équipe de France de 1968 à 1989, apportant cinq titres mondiaux au pays et un titre européen. En 1980 le trampoline est présenté en démonstration aux Jeux olympiques de Moscou. En 1985 le tumbling et l'acrosport rejoignent le trampoline et la FFST devient la Fédération française de trampoline et de sports acrobatiques (FFTSA) qui est intégrée à la Fédération française de gymnastique (FFG) en 1996 afin de pouvoir devenir une discipline olympique et — par les espoirs des dirigeants de l'époque de la FFTSA — obtenir des responsabilités au sein d'une plus grosse fédération (la FFG). Cette décision est prise lors d'une assemblée générale à l'unanimité sauf une voix (un club de Paris).

## Grands noms du trampoline

### En France
- Richard Tison est le premier champion du monde français en 1974 ; il réitère la performance en 1976 ; il est trois fois champion de France lors de sa carrière et champion d'Europe en 1973 ;
- Lionel Pioline, cousin du tennisman Cédric Pioline, est champion du monde individuel en 1984 et 1986 et par équipes en 1982, vice-champion du monde en synchronisé avec Hubert Barthod en 1986, champion d’Europe junior en 1981, et six fois champion de France individuel en 1980, 1981, 1983, 1984, 1985 et 1986. Il est président de la section trampoline du Levallois Sporting Club (LSC) ;
- Emmanuel Durand a laissé sa marque dans le trampoline grâce à un exploit réalisé lors des championnats du monde de 1996 : il obtient  la note maximale de 10 en effectuant un mouvement imposé. Jusqu'alors personne n'a réussi à réitérer l'exploit. Son palmarès est bien rempli : vice-champion du monde individuel en 1996, vainqueur de la coupe du monde en 1997 et quatre fois champion de France. Emmanuel Durand a aussi remporté les championnats du monde en synchronisé en 1998 avec son coéquipier David Martin, autre français au palmarès étoffé ;
- David Martin, premier Français à avoir participé aux Jeux olympiques en 2000, possède l'un des plus gros palmarès de la discipline. Outre ses performances individuelles dont trois titres mondiaux et trois titres européens, il a constitué, avec Emmanuel Durand ou Cornu, une des meilleures paires "synchro" du monde ; il entraîne depuis 2010 la section trampoline de l'Étoile de Monaco ;
- Nathalie Treil est la plus médaillée du trampoline français féminin. Elle a remporté sept championnats de France et deux médailles de bronze en synchronisé aux championnats d'Europe.

### À l'étranger
- Aleksandr Moskalenko est un athlète russe le plus médaillé de l'histoire du trampoline. Il obtient son premier titre de champion du monde en 1990. En l'espace de 15 ans, il est sacré six fois champion du monde individuel et est plusieurs fois médaillé international. Il est le premier champion olympique de trampoline en 2000 à Sydney[3]. À Athènes, en 2004, il obtient la médaille d'argent puis met fin à sa carrière ;
- Anna Dogonadze est géorgienne, naturalisée allemande en 1998 après avoir évolué aussi en URSS. Elle cumule un palmarès individuel, championne du monde en 2001, championne olympique en 2004 (Athènes) et synchronisé, championne du monde en 1998. Depuis 1998, en synchronisé ou en individuel, Anna Dogonadze est médaillée lors de chaque championnat du monde ;
- Igor Gelimbatovski, russe, est connu pour avoir conservé le record de difficulté pendant plus de 20 ans. Son mouvement, exécuté aux championnats du monde de Paris-Bercy en 1986, contenait cinq triples rotations. Depuis 2007, Jason Burnett lui a ravi ce record ;
- Irina Karavaeva est la première championne olympique de trampoline de l'histoire (Sydney, 2000). Elle est la plus médaillée du trampoline féminin et considérée comme la meilleure trampoliniste. Elle a remporté quatre coupes du monde consécutives. Son palmarès affiche aussi des médailles en trampoline synchronisé.

## L'appareil
Le trampoline aujourd'hui est proche du modèle inventé par George Nissen dans les années 1930. Néanmoins ses dimensions ont évolué. L'engin se présente comme une toile faite de bandes de nylon tressées et reliées à un cadre métallique rectangulaire par 120 ressorts, ces derniers étant recouverts par un tapis semi-rigide, le pads, pour la sécurité. En longueur, chaque extrémité est recouverte de deux grands tapis reposant sur des banquettes. Ces tapis, autrefois parallélépipédiques, ont désormais un côté biseauté vers la toile. En pratique un athlète saute entre 5 et 6 mètres minimum il peut atteindre jusqu'à 10 mètres environ en épreuve olympique.

## Pratique du trampoline
Le trampoline est enseigné dans des clubs sportifs, de gymnastique par exemple, ce qui est le mieux, car certains agrès de gymnastique peuvent servir lors de son expérience du trampoline (Musculation, échauffements...). Au début de l'entrainement, le gymnaste s'échauffe, pour éviter toutes blessures. Plusieurs passages sont effectués, de 45 secondes à 2 minutes généralement voire moins. Au cours de la séance, le trampoliniste, va perfectionner ses figures et ses exercices pour ensuite tester de nouvelle figure tout au long de celui ci. L'entrainement se clôt sur une longue séance de musculation parce que cela est très important pour la musculature du corps notamment pour celle du dos et pour éviter toute blessure. La musculation sert aussi à pouvoir faire les figures plus facilement grâce à un bon maintien du corps. Puis d'une séance d'étirements, pour éviter toutes douleurs le lendemain.

### Déroulement
Lors d'une compétition de trampoline, le trampolineur un "mouvement", enchaînement composé de 10 figures, ou "touches". Le trampoline étant un sport artistique, la prestation est évaluée par des juges qui estiment l'exécution des figures en fournissant chacun une note sur 10 (1 point par touche). À ce total est ajoutée une bonification calculée à partir de la difficulté de l'exercice proposé, ainsi que le temps passé en l'air à chaque figure.
Les figures consistent, dans leurs formes les plus complexes, en des combinaisons de saltos (ou salti) et/ou de vrilles multiples. Les novices commencent par des figures de bases (tels que le saut groupé ou bien le tomber assis) et la complexité augmente avec l'expérience du trampoliniste. Ces figures peuvent être effectuées en partant d'une position debout, assise, sur le ventre ou bien sur le dos et donc, peuvent être réceptionnées dans les mêmes positions.

### Description de quelques figures
On peut facilement décomposer toutes les figures en 1/4 de rotation pour les saltos et en 1/2 rotations pour les vrilles. Ainsi, un "tombé ventre" est un 1/4 de salto avant, de même qu'un "tombé dos" est un 1/4 de salto arrière. Seuls les éléments assis et les sauts (groupé, carpé, écart) sont des éléments qui ne comportent pas de rotation.
- Chandelle : Ce n'est pas à proprement parler une figure, il s'agit d'un saut vertical tout simple, qui permet au trampoliniste de prendre de la hauteur avant son exercice. Le départ et la réception s'effectuent sur les pieds, les bras donnent de l'élan au corps et les jambes poussent sur la toile. Elle doit être bien verticale.

- Sauts de base : Figure la plus simple, le saut de base consiste en une chandelle à l'apogée de laquelle une position groupée, carpée ou écart est adoptée. Le saut de base peut être inclus dans un mouvement, mais ne donne pas lieu à une bonification.

- Tomber-assis, tomber-ventre, tomber-dos : Figures les plus simples pour lesquelles le trampoliniste doit donner à son corps une rotation : Le départ s'effectue sur les pieds, mais la réception, sur les fesses, sur le ventre ou sur le dos. Ce sont les bras qui créent le déséquilibre qui permettra au gymnaste d'effectuer sa rotation. La position assise étant assimilée à la position debout, le tomber assis ne donne pas de bonification. Le tomber-ventre et le tomber-dos, en revanche, valent 0,1 point. Dans un tomber-assis et le retour à la position debout, le trampoliniste, ayant touché deux fois la toile, a effectué deux touches.

- Demi-vrille, vrille, vrilles multiples : Il s'agit d'une chandelle au cours de laquelle, le gymnaste a effectué un demi- , un tour ou plus avant de se réceptionner. Chaque demi-vrille donne lieu à une bonification de 0,1 point (donc, par exemple, une triple vrille et demie vaut 0,7 point).

- Saltos : Lors de son saut, le trampoliniste va faire tourner son corps en avant ou en arrière, faire passer ses pieds au-dessus de sa tête et se réceptionner. Le salto classique part sur les pieds et atterrit sur les pieds, mais il existe toutes les combinaisons (le porpus, par exemple, est un salto avant au départ du dos qui arrive sur le dos, Tout comme un salto avant au départ du dos qui arrive sur les pieds se nomme un "ball-out". Le cody, un salto arrière au départ du ventre et qui arrive sur les pieds). Chaque quart de salto vaut 0,1 point. Une bonification de 0,1 point est ajoutée à chaque rotation complète de 360° transversalement. Ainsi un salto vaut 0,5 point s'il est effectué en position groupée. Une bonification supplémentaire de 0,1 point est attribuée s'il est effectué en position carpée ou tendue.

- Barani : Il s'agit d'un mouvement d'acrobatie combiné de 360° de rotation transversale vers l'avant avec 180° de rotation longitudinale soit un salto avant avec une demi-vrille déclenchée en phase aérienne lors de l'ouverture du salto avant groupé ou carpé. On peut exécuter cette figure dans trois positions différentes: groupé - carpé ou tendu. Lorsque cette figure est réalisée dans sa version finale elle permet d'avoir une vision permanente sur la toile, pourtant beaucoup de trampolinistes l'exécutent en retardant la demi-vrille ce qui engendre une brève perte de vision pendant la figure (Ce retardement sert au trampoliniste à rendre sa demi-vrille plus dynamique pour une réception plus puissante qui lui sert à reprendre de la hauteur pour enchainer ; cependant cette version du barani n'est utilisée que lors des enchainements. Le Barani se retrouve dans tous les exercices de compétition, même au niveau international dans les libres 1. C'est une clé de voûte de l'acrobatie qui permettra d'aborder des figures plus complexes dans ce qu'on appelle le barani out system où l'on termine la figure par une demi-vrille. Ex: Barani-out ou half-out soit un double salto avant avec une demi-vrille dans le second salto. La valeur du Barani en compétition est de 0,6 points, quelle que soit la position dans laquelle il est exécuté.

- Cody: Le Cody est un salto arrière qui s'effectue en partant du ventre. Ainsi, lors d'un cody le trampoliniste effectue 1 salto 1/4 (5/4 arrière). La plupart du temps, afin de prendre de l'élan et de conserver une fluidité et une logique dans le mouvement (pas de changement de rotation), on effectue le Cody après un 3/4 ventre (salto arrière réalisé au 3/4). Il est possible d'effectuer un double cody (deux saltos arrière en partant du ventre, soit 9/4 de rotation).

- Half In Rudy Out (ou HIRO) et autres figures au nom pittoresque : Le HIRO est un double salto arrière avec une demi-vrille dans le premier salto et une vrille et demie dans le second. Lorsque les figures commencent à devenir trop complexes, on leur construit un nom composé (se transformant rapidement en acronyme) qui les décrit. On utilise les termes anglais qui désignent des éléments plus simples qui composent la figure puis on les accole dans l'ordre d'exécution. Ainsi : Half in ("demi à l'entrée") signifie que le premier salto comporte une demi-vrille et Rudy out ("Rudolf à la sortie") signifie que la seconde partie est un rudolf, un salto avec une vrille et demi (On pressent que c'est une figure arrière parce qu'il y a un nombre entier de vrilles et donc, à l'inverse du barani, il est plus facile de prendre des repères visuels pendant la figure en rotation arrière). De même, le back in full out, est un double salto arrière sans vrille dans le premier salto et avec une vrille dans le second.

- Full : Il s'agit d'un salto arrière avec une vrille. Chaque full vaut 0,6 points.

- Full full full (ou Full In Full Middle Full Out) : C'est une des figures les plus difficiles à exécuter. Elle vaut le triple d'un full, donc 1,8 points

- Pull-over: le pull-over est une figure où l'on se laisse tomber sur le dos en levant les pieds à la verticale et enchainant depuis la position du dos en salto arrière.

À partir de ces figures et beaucoup d'autres, le trampoliniste doit effectuer un mouvement de 10 touches. Les mouvements ne peuvent contenir plusieurs fois la même touche. Ils se construisent selon une logique. Un trampoliniste peut savoir exécuter chaque touche sans nécessairement savoir exécuter l'ensemble. Afin que le trampoliniste reste au centre du trampoline, il faut éviter d'enchaîner trop de rotations dans le même sens (exemple: saltos arrière groupé, carpé, tendu), mieux vaut ponctuer les rotations arrière par des rotations avant (back, barani, back, barani...). Même si on peut décomposer tous les éléments en 1/4 de saltos, les éléments trop dangereux sont interdits. Par exemple, un trampoliniste ne doit pas exécuter de 5/4 avant (salto avant, tombé ventre), trop dangereux pour la colonne vertébrale et les cervicales. 
Il y a également des éléments "non conseillés" qui ne comptent pas dans les enchainements comme le salto avant sans vrille ne contenant que 4/4 de tour ; ce qui justifie par le fait que le trampoliniste ne voit pas ce qu'il fait dans un salto avant. Idem pour les vrilles : une vrille avant doit toujours finir par une demi-vrille ; exemple si un full avant est toléré mais ne compte pas en compétition, le Rudy (salto avant avec une vrille et demi) y est très utilisé.

## Compétitions internationales
- Championnats du monde de trampoline, tumbling et double mini-trampoline
- Coupe du monde de trampoline et tumbling
- Championnats d'Europe de trampoline

## Discipline olympique

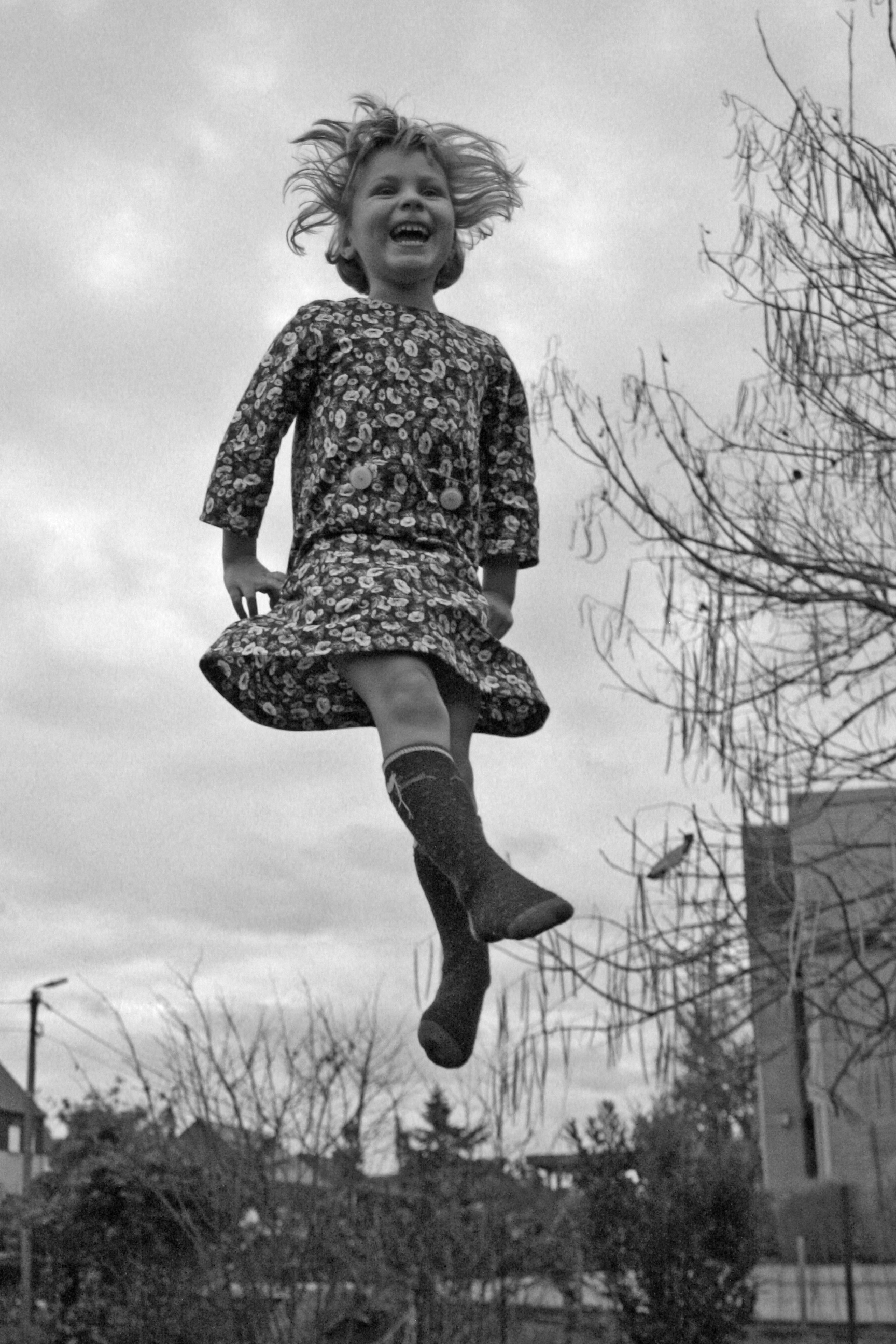
Enfant participant au trampoline. Novembre 2015.

Le trampoline devint olympique pour la première fois en 2000 à Sydney. À cette époque, seules 24 places sont attribuées (12 femmes et 12 hommes). Devant le succès de cette compétition qui va dans l'esprit du Comité International Olympique (C.I.O.), celui-ci décida de porter le nombre de places à 32 (16 femmes et 16 hommes).
Seules les épreuves individuelles en trampoline sont au programme des jeux Olympiques. Les sélections pour les J.O. se font sur le championnat du monde l'année précédant les Jeux Olympiques. 16 places pour les femmes et 16 places pour les hommes, sont attribuées selon une règle de la Fédération Internationale de Gymnastique (F.I.G.) et du Comité International Olympique (C.I.O.).
La compétition comprend des épreuves qualificatives. Tous les compétiteurs réalisent un exercice 1 (10 éléments enchainés notés sur l'exécution et dont 2 comptent en difficulté) et un exercice 2 (10 éléments enchainés notés sur l'exécution et sur la difficulté). À l'issue de ce classement, les 8 meilleurs trampolinistes réalisent un exercice libre. Lors de cette finale, le score ne tient pas compte des épreuves qualificatives et est remis à zéro. C'est le ou la gymnaste qui obtient le meilleur score qui devient champion ou championne.
Le nombre de places aux J.O. étant limité, un seul compétiteur par pays est autorisé à concourir sauf les pays qui ont réussi à positionner 2 trampolinistes dans les finales du championnat du monde l'année précédant les JO (championnat du Monde qualificatif). Les instances internationales réservent une place pour le pays organisateur des Jeux Olympiques si celui-ci n'a pas sélectionné de trampolinistes. Il peut être également décidé une représentativité de tous les continents.
- Trampoline aux Jeux olympiques d'été de 2000
- Trampoline aux Jeux olympiques d'été de 2004 (Résultats femmes et Résultats hommes)
- Trampoline aux Jeux olympiques d'été de 2008 (Résultats femmes et Résultats homme)
- Trampoline aux Jeux olympiques d'été de 2012 (Qualifications, Concours femmes et Concours hommes)
- Trampoline aux Jeux olympiques d'été de 2016

## Trampoline synchronisé
En trampoline synchronisé, deux athlètes effectuent le même mouvement (10 touches) chacun sur un trampoline. La performance technique des athlètes est évaluée séparément. À ces deux notes d'exécution, s'ajoute la note de difficulté du mouvement ainsi qu'une note de synchronisation. Les juges de synchronisation évaluent la hauteur des trampolinistes ainsi que la différence entre le moment où il touche la toile. Pour cela, les juges se repèrent aux jambes des trampolinistes (une cheville d'écart, un demi-mollet, un mollet etc.).
Contrairement au trampoline individuel, le trampoline synchronisé ne se pratique pas aux Jeux Olympiques.